# Баррі Шарплесс
Ба́ррі Шарпле́сс (англ. Barry Sharpless; нар.28 квітня 1941 року, Філадельфія, Пенсільванія, США) — американський вчений-хімік, дворазовий лауреат Нобелівської премії з хімії: у 2001 році він її здобув спільно з Ріоджі Нойорі та Вільямом Ноулзом, у 2022 році — спільно з Каролін Бертоцці та Мортеном Мелдалем.

## Біографія
Народився Баррі Шарплесс в 1941 у Філадельфії (США) в сім'ї лікаря. З 6 до 12 років ходив у Квакерську школу. Не збирався бути вченим і цікавився тільки риболовлею. Батьки відправили його до центральної школи Френдс, а у 1959 р. вирішили визначити в Дартмутський коледж.
Вони хотіли, щоб він став лікарем, проте Шарплесс в коледжі волів займатися органічною хімією. Закінчивши коледж у 1963 році, він продовжив роботу протягом З років в науковій групі молодого асистент-професора Томаса Спенсера, а потім захистив дисертацію (1968 р.) в Станфордському університеті під керівництвом Е. ван Тамелена. Там же відбулося післядисертаційне стажування у професора Дж. Коллмана, яке було продовжене у 1969 р. в Гарвардському університеті у К. Блоха.
Після цього працював з 1970 по 1990 рр. в Массачусетському технологічному інституті (де і став професором), звідки на 3 роки переходив у Станфордський університет (1977–1980). З 1990 року Шарплесс — професор Дослідницького інституту Скріппса, суміщає цю роботу з 1996 року з професорської посадою в Інституті хімічної біології.
У вільний час віддає перевагу риболовлі, а також віндсерфінгу та плаванню.

## Наукова діяльність
Основні відкриття, що призвели його до розробки методів хірального окиснення органічних сполук він зробив у 1980-х, під час роботи в Массачусетському технологічному інституті. Термін «хіральність» як асиметрію молекули раніше ввів в постійний ужиток Нобелівський лауреат В. Прелог.
У результаті лабораторного або промислового синтезу з нехіральних молекул зазвичай утворюється суміш енантіомерів. Для отримання одного з енантіомерів, тобто для хірального синтезу, потрібен хіральний вплив. Так, для здійснення окиснення нехіральної молекули в єдиний енантіомер потрібен хіральний каталізатор реакції окиснення.
Перший хіральний каталізатор у реакції відновлення — а саме, гідрогенізації, розробив американський хімік Вільям Ноулз 1968 року. Японський хімік Р. Нойорі розвинув ідеї Ноулза.
Шарплесс застосував подібні ідеї для реакцій окиснення. Окиснення неграничних вуглеводнів у гліколі відбувається під дією оксиду осмію. Застосувавши комплекс цього металу з природною речовиною асиметричної будови — хініном, Шарплесс здійснив хіральний синтез енантіомеру хірального гліколю.
Хіральний каталіз реакції окиснення зробив доступним багато енантіомерів Синтонів — молекул, що використовуються у направленому синтезі. На базі досліджень Шарплесса розроблено багатотоннажний синтез широкої серії хіральних аллільних спиртів — гліцидолу і метилгліцидолу, які своєю чергою, слугують будівельними блоками у виробництві b-блокаторів — лікарських речовин, що використовуються в кардіології.
Ці дослідження привели до нагородження Шарплесса половиною Нобелівської премії 2001 року (другу половину поділили У. Ноулзу і Р. Нойорі) «за його роботу в області хірально каталізованих реакцій окиснення».
Відкриття Шарплесса привели до пошуків нових схем каталітичного синтезу, які реалізує багато дослідних груп в усьому світі. Ці відкриття роблять істотний внесок не тільки в хімію, але і в матеріалознавство, біологію та медицину, відкривають шлях до нових молекул — носіїв ще непояснених і непередбачуваних властивостей молекулярного світу.